# Molokai
Molokai (oficialment en hawaià Molokaʻi) és una de les illes Hawaii. Està situada a 40 km a l'est d'Oahu, separada pel canal Ka-iwi, i al nord de Lanai, separada pel canal Kalohi. Administrativament Molokai depèn del Comtat de Maui, excepte la península de Kalaupapa que forma el Comtat de Kalawao.
L'illa està formada per dos volcans, coneguts com a East Molokaʻi i West Molokaʻi. La superfície total és de 673,44 km². L'altitud màxima és Kamakou a l'East Molokaʻi amb 1.515 m sobre el nivell del mar.
La meitat de la població és d'ascendència hawaiana. La població total al cens del 2000 era de 7.404 habitants. L'única ciutat de l'illa és Kaunakakai, amb un port. L'aeroport és a West Molokaʻi. La platja de Pāpōhaku, a la costa oest de l'illa, és la més llarga de les illes Hawaii.

## Leproseria de Kalaupapa

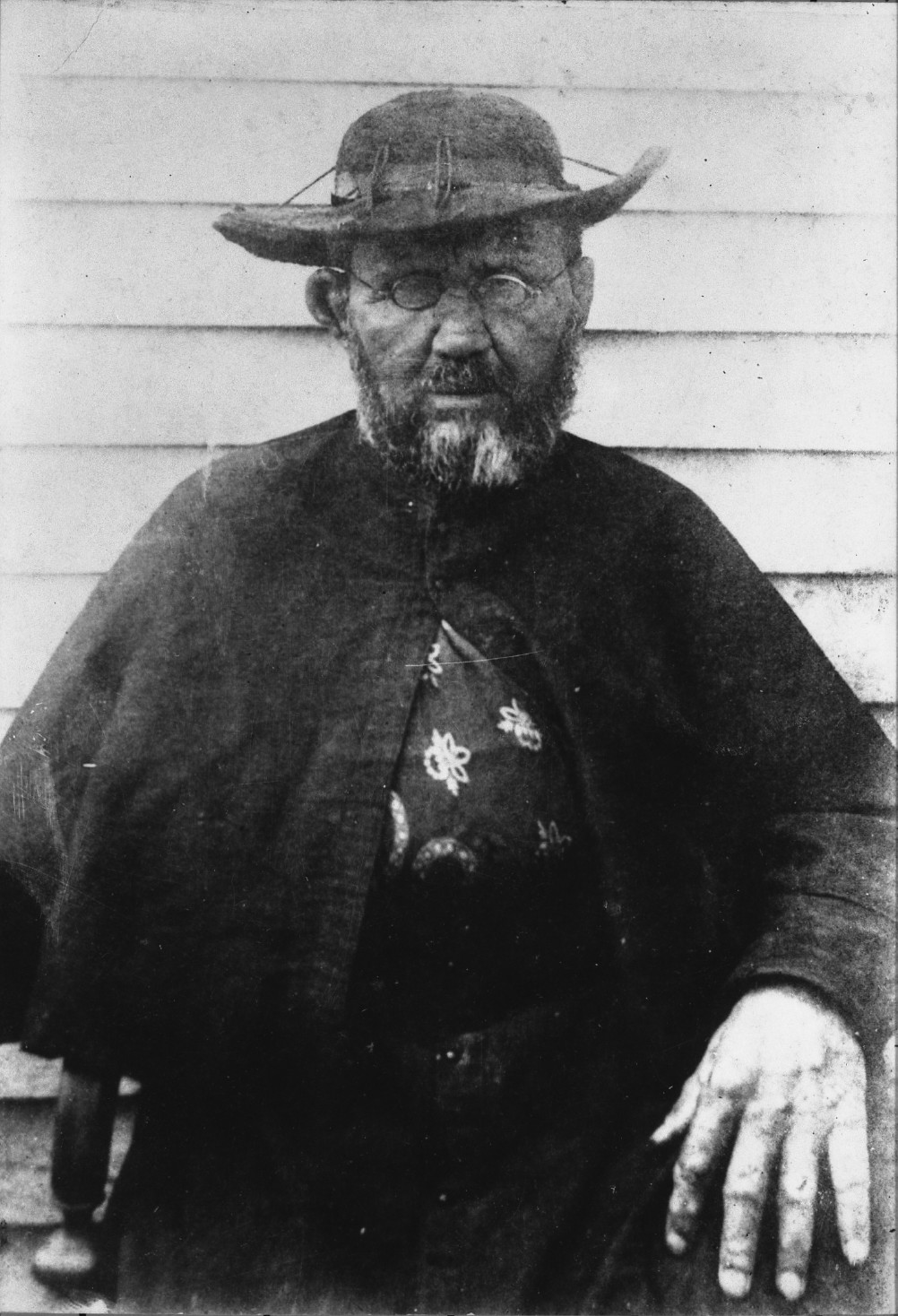
Fotografia del Pare Damià.

La península de Kalaupapa, al nord de l'illa, està aïllada de la resta per uns penya-segats de 1.010 m d'altitud, uns dels més alts del món. Al peu dels penyasegats hi ha la vila de Kalaupapa. Va ser el lloc escollit pel rei Kamehameha V per a aïllar els leprosos. Els primers exiliats van arribar el 1866. Les víctimes eren transportades en vaixell, tirades per la borda i abandonades. El 1873 hi va arribar el Pare Damià, el missioner catòlic belga Jozef van Veuster Wouster avui màrtir de la caritat. Durant 16 anys es va dedicar a la cura dels malalts fins que, el 1889 va morir afectat de lepra. Amb la constitució de l'estat de Hawaii, la península va quedar a part sota l'administració del Departament estatal de Salut, formant el comtat de Kalawao. La reclusió dels leprosos va continuar fins al 1969 quan es va començar a tractar la malaltia i es tenien els mitjans per evitar-ne el contagi. Molts dels pacients van decidir continuar vivint a Kalaupapa i l'estat els va assegurar la residència de per vida.
Avui no s'admeten nous pacients ni altres residents. Les visites estan estrictament regulades i prohibides als menors de 16 anys. El comtat de Kalawao és el segon menys poblat dels Estats Units. L'any 1900 hi havia 1.177 habitants i avui hi queda un centenar d'antics pacients. El comtat no té un govern local i l'únic oficial és un sheriff nomenat pel Departament de Salut. Amb una superfície de 34 km² és el comtat més petit dels Estats Units. El president Bill Clinton va designar tot el comtat com a Parc Històric Nacional.